# Książę Lennox
Książęta Lennox 1. kreacji (parostwo Szkocji)
- Dodatkowe tytuły: lord Aubigny, Dalkeith, Torboltoun i Aberdour
- 1581–1583: Esme Stewart, 1. książę Lennox
- 1583–1624: Ludwik Stewart, 2. książę Lennox i 1. książę Richmond
- 1624–1624: Esme Stewart, 3. książę Lennox
- 1624–1655: James Stewart, 4. książę Lennox i 1. książę Richmond
- 1655–1660: Esme Lennox, 5. książę Lennox i 2. książę Richmond
- 1660–1672: Charles Stewart, 6. książę Lennox i 3. książę Richmond

Książęta Lennox 2. kreacji (parostwo Szkocji)
- Patrz: Książę Richmond